# Hassan Regragui
Hassan Regragui (ur. 1 stycznia 1964 w Sidi Kasim) – marokański trener piłkarski.

## Kariera
Hassan Regragui rozpoczął karierę trenerską w Chabab Rif Al Hoceima, gdzie został zatrudniony 12 lipca 2011 roku. Swój debiut zaliczył tam 25 sierpnia 2011 roku w meczu przeciwko FARowi Rabat, zremisowanym bezbramkowo. Podczas pobytu w tym klubie rozegrał 10 meczów, wszystkie w GNF 1. 22 marca 2012 roku zakończył pracę w tym klubie 1 lipca 2012 roku został trenerem Mouloudii Wadżda. Trenował ten klub do 2 stycznia 2014 roku. 21 stycznia 2014 roku ponownie powrócił do Chabab Rif Al Hoceima, ponownie debiutując 27 marca 2014 roku w meczu przeciwko Rai Casablanca, przegranym 3:1. Łącznie rozegrał tam 5 meczów. Zakończył tam pracę 10 grudnia 2014 roku. 13 października 2014 został trenerem Chabab Atlas Khénifra. Zadebiutował tam 7 listopada 2014 roku w meczu przeciwko Wydadowi Casablanca, przegranym 2:0. Zakończył tam pracę jeszcze w tym samym roku, 10 grudnia 2014 roku. Ponownie na ławkę trenerska powrócił 26 sierpnia 2019 roku, po raz trzeci do Chabab Rif Al Hoceima. 1 listopada 2020 roku zakończył tam pracować. 16 maja 2021 roku został trenerem Chababu Ben Guerir.